# Takashi Nishihara
Takashi Nishihara (西原 誉志 Nishihara Takashi?), född 24 augusti 1986 i Ehime prefektur, är en japansk fotbollsspelare.
Nishihara började sin karriär 2009 i Fagiano Okayama. 2010 blev han utlånad till Albirex Niigata Singapore. Han gick tillbaka till Fagiano Okayama 2011. Han avslutade karriären 2014.